# Anas Dlimsi
Anas Dlimsi, né le 11 août 1994, est un joueur de futsal international français.
Il fait ses débuts dans le futsal à Bagneux. En deux saisons, il passe de l'équipe réserve à celle évoluant en Division 1 et plusieurs sélections en équipe de France. Ensuite, il est champion de D2 2016 avec Montpellier puis gagne le doublé coupe-championnat de France en 2018 avec le Kremlin-Bicêtre United. Cela avant de signer au Sporting Paris mais de revenir quelques mois plus tard à Bagneux. En 2019, il intègre le Paris ACASA futsal. 
Sélectionné à plusieurs reprises en équipe de France U21 en 2015, Dlimsi attend janvier 2017 pour faire ses débuts en sélection A.

## Biographie

### En club
Anas Dlimsi fait ses débuts dans le futsal à l'AS Bagneux. Il y débute au sein de l'équipe réserve avec laquelle il connaît une promotion. Promu dans l'équipe première, il vit sa première année en Division 1 avec, à la clef, plusieurs sélections en équipe de France.
Il est ensuite champion de Division 2 2015-2016 avec Montpellier,. Monté en D1, il reste dans l'équipe qui gagne ses trois premiers matchs, aidée par un doublé de Dlimsi sur le parquet de Nantes Erdre (J3, 1-5). 
Passé au Kremlin-Bicêtre United, il remporte le doublé coupe-championnat de France 2017-2018.
Il signe pour la saison 2018-2019 au Sporting Club de Paris. Mais dès février 2019, il effectue son retour à Bagneux.
Pour la saison 2019-2020, Dlimsi rejoint le Paris ACASA futsal, et y reste l'année suivante.

### En équipe nationale
En mars 2015, Anas Dlimsi est sélectionné en équipe de France de futsal U21 qui dispute un tournoi en Guyane. Pour leur première sortie, les Bleuets s'imposent 7-1 devant le Surinam avec un doublé de Dlimsi. Il réédite sa performance contre l'équipe locale ensuite (victoire 5-2). En avril, toujours joueur de Bagneux, il fait partie de la sélection nationale futsal U21 pour un stage à Tahiti avec deux rencontres amicales,.
En mai 2015, Anas Dlimsi est convoqué par le sélectionneur Pierre Jacky au CTNFS Clairefontaine pour un stage de détection de l'équipe de France A de futsal. 
En novembre 2015, parti en D2 au Montpellier MF, il est de nouveau convoqué en U21 par Raphaël Reynaud pour deux matches amicaux face au Portugal. Après une première défaite 1-4, Dlimsi réduit le score lors du second, aussi perdu (4-3). 
En mai 2016, il est de nouveau convié au stage de détection de l'équipe de France A. 
En janvier 2017, Anas est retenu pour le tour préliminaire des qualifications de l'équipe de France à l'Euro 2018. Remplaçant au coup d'envoi lors des deux victoires contre Andorre (0-5) et la Lituanie (1-3), il n'est plus convoqué ensuite et ne participe pas à la première compétition de l'histoire des Bleus.

## Palmarès
Anas Dlimsi est champion de Division 2 2015-2016 avec Montpellier. Il gagne ensuite le doublé Coupe-championnat de France avec le Kremlin-Bicêtre United.
- Division 1 (1)
  - Champion : 2018.

- Coupe de France (1)
  - Vainqueur : 2018.

- Division 2 (1)
  - Champion : 2016.